# تپه شماره ۳ باغچه
تپه شماره ۳ باغچه مربوط به هزاره اول قبل از میلاد است و در شهرستان شاهرود، بخش میامی، روستای باغچه واقع شده و این اثر در تاریخ ۱۰ دی ۱۳۸۱ با شمارهٔ ثبت ۶۵۸۸ به‌عنوان یکی از آثار ملی ایران به ثبت رسیده است.